# Юндола (залив)
Вижте пояснителната страница за други значения на Юндола.
Юндола (на английски: Yundola Cove) е морски залив на протока Дрейк. Получава това име в чест на седловината и селището Юндола през 2008 г.

## Описание
Заливът е с ширина 1,34 km, врязващ се 670 m в северния бряг на остров Робърт западно от Лавренов нос и източно от нос Катарина. Бреговата му линия претърпява промени в резултат на отдръпването на ледената шапка на острова в края на XX и началото на XXI век.

## Картографиране
Българско от 2009 г.

## Карти
- L.L. Ivanov et al. Antarctica: Livingston Island, South Shetland Islands (from English Strait to Morton Strait, with illustrations and ice-cover distribution). Топографска карта в мащаб 1:100000. София: Antarctic Place-names Commission of Bulgaria, 2005.
- Л. Иванов. Антарктика: Остров Ливингстън и острови Гринуич, Робърт, Сноу и Смит. Топографска карта в мащаб 1:120000. Троян: Фондация Манфред Вьорнер, 2009. ISBN 978-954-92032-4-0